# Nundasuchus songeaensis
Nundasuchus songeaensis — давня рептилія, предок динозаврів, яка жила на Землі приблизно 247 млн років тому.

## Ім'я
Ім'я походить від суміші суахілі та грецької мов. Спрощене тлумачення слова «Nundasuchus» — «крокодил-хижак». «Nunda» — «хижак» у суахілі, та «suchus» (σοῦχος (soûkhos)) — крокодил.
Значення 'songeaensis' походить з міста, Сонгеа у Танзанії біля якого були знайдені рештки тварини.

## Історія відкриття
Перші частини скелета стародавньої рептилії були знайдені в 2007 році, проте кістки тварини були так забруднені, що на повне їх відновлення закінчилось у 2015 році.

## Опис тварини
Рептилія була важка тілом з кінцівками знизу, як у динозавра, або птиці, але з кістяними пластинками на спині, як крокодил. Мала 2,7 метрів завдовжки.
Фахівці впевнені, що Nundasuchus songeaensis стане важливою сходинкою на шляху до вивчення рептилій, що існували до динозаврів, оскільки на даний момент науці відома лише незначна кількість їх видів.